# Michael Modubi
Masilo Michael Modubi, más conocido como Michael Modubi (Polokwane, Provincia de Limpopo, Sudáfrica, 22 de abril de 1985), es un futbolista sudafricano. Se desempeña como centrocampista y actualmente juega en el KFC Dessel Sport de la Segunda División de Bélgica

## Trayectoria
Modubi comenzó su carrera en 1992 con el Real Gunners, equipo local de Polokwane, en donde estuvo tres años hasta que en 1995 fue traspasado al Ria Stars, equipo de la misma localidad. En aquel club solo estuvo una temporada hasta que en 1996 fue vendido al Transnet Sport School of Excellence de Johannesburgo, en donde estuvo siete años trascendiendo de tal manera que en 2003 fue fichado por el Chelsea FC de Inglaterra junto con su compatriota y compañero de equipo Jeffrey Ntuka-Pule. En el Chelsea FC no tuvo participación alguna durante su estancia en el equipo y duró muy poco tiempo antes de ser cedido en préstamo al KVC Westerlo en el mismo año. En 2009, el Westerlo hizo válida la opción de compra, contratando a Modubi. Sin embargo, a inicios de 2011, el Westerlo le rescindió su contrato, por lo que no milita en ningún club.

## Selección nacional
Ha sido internacional con la Selección de fútbol de Sudáfrica, ha jugado cuatro partidos internacionales.

## Clubes
| Club                                | País       | Año         |
| ----------------------------------- | ---------- | ----------- |
| Real Gunners                        | Sudáfrica  | 1992 - 1995 |
| Ria Stars                           | Sudáfrica  | 1995 - 1996 |
| Transnet Sport School of Excellence | Sudáfrica  | 1996 - 2003 |
| Chelsea FC                          | Inglaterra | 2003        |
| KVC Westerlo                        | Bélgica    | 2003 - 2011 |
| KFC Dessel Sport                    | Bélgica    | 2012-       |